# 마이즈루 기지
마이즈루 기지(舞鶴基地 마이즈루키치[*], 영어: JMSDF Maizuru Naval Base)는 교토부 마이즈루시에 있는 해상자위대의 기지이다.
마이즈루 기지는 1901년에 설립된 일본 제국 해군의 마이즈루 진수부가 기원으로, 제2차 세계 대전이 끝난 뒤에 해군이 해산되면서 폐쇄되었다. 1952년 8월 1일에 마이즈루 지방대가 편성되었고, 1954년 12월 28일, 자위대 마이즈루 병원이 개설하였다.

## 주둔 조직
- 마이즈루 지방대
- 마이즈루 해상훈련지휘대
- 마이즈루 시스템통신대
- 마이즈루 지방경무대

- 제3호위대군 사령부

## 시설
- 해상자위대 제4술과학교
- 자위대 마이즈루 병원
- 장비 시설 본부 오사카 지부 마이즈루 사무소

### 비행장
마이즈루 비행장, 또는 마이즈루 항공 기지(舞鶴航空基地 마이즈루 고쿠 키치[*],Maizuru Air Station, ICAO: RJBM)는 교토부 마이즈루시에 있는 군용비행장으로, 마이즈루 기지 총감부에서 관할하고 있다.
2001년 3월 22일에 완공되어 마이즈루 항공 분견대가 창설되었다. 2006년 8일에 항공 분견대는 항공대로 승격되었고, 2008년 3월 26일 제23항공대로 서수를 부여받았다. 제23항공대는 SH-60J 시호크를 운용하고 있다.

## 같이 보기
- 해상자위대의 기지 목록
- 마이즈루 진수부